# Placówka Straży Celnej „Probabin”

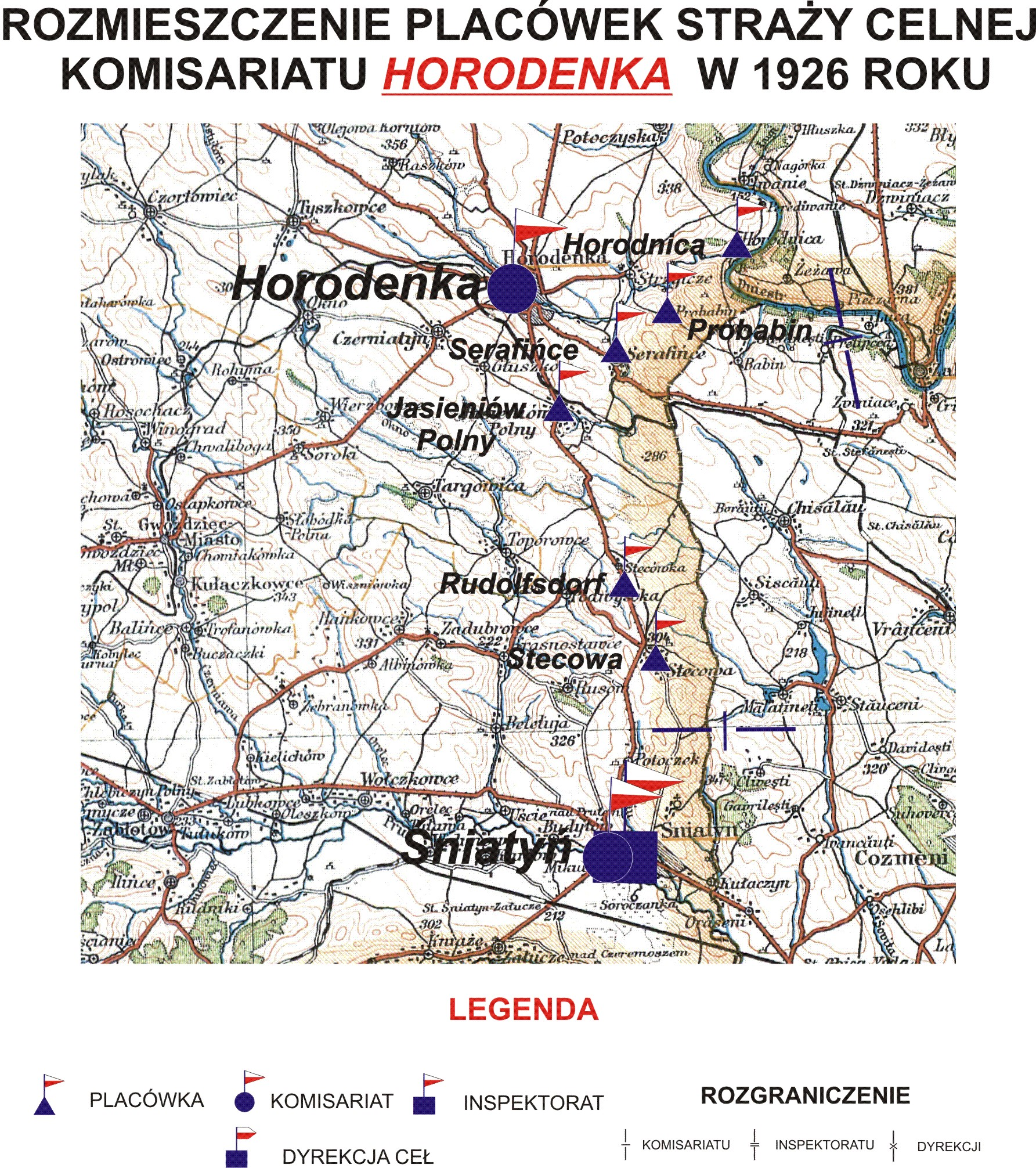
Rozmieszczenie placówek SC komisariatu Horodenka w 1926 r.

Placówka Straży Celnej „Probabin” – jednostka organizacyjna Straży Celnej pełniąca w okresie międzywojennym służbę ochronną na granicy polsko-rumuńskiej.

## Formowanie i zmiany organizacyjne
Na wniosek Ministerstwa Skarbu, uchwałą z 10 marca 1920 roku, powołano do życia Straż Celną. Jednostki Straży Celnej rozpoczęły przejmowanie odcinków granicy od pododdziałów Batalionów Celnych. W 1921 roku w Horodence stacjonował sztab 2 kompanii 11 batalionu celnego. Kompania wystawiała między innymi placówkę w Probabinie. Proces tworzenia Straży Celnej trwał do końca 1922 roku. Placówka Straży Celnej „Probabin” weszła w podporządkowanie komisariatu Straży Celnej „Horodenka” z Inspektoratu SC „Śniatyn”.
W drugiej połowie 1927 roku przystąpiono do gruntownej reorganizacji Straży Celnej. W praktyce skutkowało to rozwiązaniem tej formacji granicznej. Ochronę północnej, zachodniej i południowej granicy państwa przejęła powołana z dniem 2 kwietnia 1928 roku Straż Graniczna.
Rozkazem nr 5 z 16 maja 1928 roku w sprawie organizacji Małopolskiego Inspektoratu Okręgowego dowódca Straży Granicznej gen. bryg. Stefan Pasławski powołał komisariat Straży Granicznej „Śniatyn”. Placówka Straży Granicznej I linii „Probabin” znalazła się w jego strukturze.

## Funkcjonariusze placówki
Kierownicy placówki
| stopień    | imię i nazwisko, numer | okres pełnienia służby | kolejne stanowisko |
| ---------- | ---------------------- | ---------------------- | ------------------ |
| przodownik | Jan Figas (87)         | był w 1926             |                    |

Obsada personalna placówki w 1926:
- przodownik Jan Figas (87)
- starszy strażnik Władysław Peszko (310)
- strażnik Jan Ryszka (1479)
- strażnik Stanisław Ciesielski (1632)
- strażnik Antoni Kaczmarek (1487)
- strażnik Edmund Patroś (1438)
- strażnik Stanisław Fąfara (618)
- strażnik Stanisław Koralewski (622)